# SAE International

SAE International은 미국의 단체이다. 예전 이름은 미국 자동차 공학회(Society of Automotive Engineers)였다. 항공우주, 자동차 종사자들이 가입할 수 있다.